# Opius paradisiacus
Opius paradisiacus är en stekelart som beskrevs av Fischer 1964. Opius paradisiacus ingår i släktet Opius och familjen bracksteklar. Inga underarter finns listade i Catalogue of Life.